# Bahr al-Ghazal del nord
Bahr al-Ghazal del Nord o Bahr al-Ghazal septentrional (anglès: North Bahr al-Ghazal o Northern Bahr el Ghazal) és un dels deu estats del Sudan del Sud, amb una superfície de 33.558 km², part de la regió de Bahr al-Ghazal. La capital n'és Aweil. Es va crear el 1994 per divisió de l'estat de Bahr al-Ghazal (1991-1994). L'any 2008 tenia 720.898 habitants.
Està dividit en cinc comtats: Aweil West, Aweil North, Aweil East, Aweil South West i Aweil South.

## Bandera
La bandera de l'estat és al revés de l'antiga bandera de la província i de l'estat tal com va existir fins a 1994: és blanca amb una au característica al centre (mirant al vol) dins un disc verd, i el nom a la part inferior (antigament, la regió tenia bandera verda amb un disc blanc i l'au mirant al pal, i el nom estava sota l'au).

## Governadors
- Joseph Ajaung 1994-1997
- Kuaj Miar 1997-2001
- Kon Dir Dotjok 2001-2005
- Kol Manyang Gok (interí) 18 de juliol a 30 de setembre del 2005
- Maryang Akoi Ago (Akuei Deng Mareng) 2005-2006
- Madut Biar Yel 2006-2008
- Paul Malong Awan Anei 2008-